# Хуан Карлос Кастаньїно
Хуан Карлос Кастаньї́но (ісп. Juan Carlos Castagnino; нар. 18 листопада 1908, Мар-дель-Плата — пом. 21 квітня 1972, Буенос-Айрес) — аргентинський живописець і графік; дійсний член Національної академії художніх мистецтв Аргентини.

## Біографія
Народився 18 листопада 1908 року в місті Мар-дель-Платі (провінція Буенос-Айрес, Аргентина). У 1928—1936 роках навчався на архітектурному факультеті Університету Буенос-Айреса, одночасно у 1929—1934 роках вивчав живопис у Вищій національній художній школі «Ернесто де ла Каркова» в Буенос-Айресі. У 1938—1940 роках працював у Італії, Франції, Іспанії.
Помер в Буенос-Айресі 21 квітня 1972 року.

## Творчість
Був представником аргентинського «нового реалізму», очолював цю течію разом з Ліно Спілімберго та Антоніо Берні. В 1930—1940-х роках разом з Давидом Сікейросом і Антоніо Берні працював над монументальними розписами, головним чином на теми сучасного життя і історію аргентинського народу. Виконав розписи:
- в «Галереї Світу» (1945);
- в «Паризькій галереї» («Людина — Космос — Надія», 1959);
- в галереї «Обеліск» («Прокидається вулиця», 1961);
- на громадських будівлях Буенос-Айреса:
  - «Робітники і селяни» (1933);
  - «Дари нової землі» (1943);
  - «Хвала річці Уругвай» (1946);
  - «Пробудження в степу» (1961);
  - «Повернення в пампу» (1964).

Серед робіт станкового живопису, в тому числі портрети і пейзажі:
- «Мешканець узбережжя» (1948);
- «Пам'ятай про Герніку» (1965);
- серія «Степ» (1963—1965);
- серія «Материнство» (1966—1967).

Серед графічних робіт також портрети, ілюстрації, в тому числі малюнки до поеми «Мартін Ф'єро» Хосе Ернандеса (1962).
Провів низку зарубіжних персональних виставок в Празі, Будапешті, Бухаресті (1964), Москві (1969).